# فنسنت أ. تايلور
فنسنت أ. تايلور هو سياسي أمريكي، ولد في 6 ديسمبر 1845 في بيدفورد في الولايات المتحدة، وتوفي بنفس المكان في 2 ديسمبر 1922. نشط حزبياً في الحزب الجمهوري. وقد انتخب عضو مجلس النواب الأمريكي ‏.